# Ben Rienstra
Ben Rienstra est un footballeur néerlandais, né le 5 juin 1990 à Akersloot. Évoluant au poste de milieu de terrain, il joue actuellement au Kayserispor.

## Palmarès
- PEC Zwolle
  - Vainqueur de la Supercoupe des Pays-Bas en 2014.

## Statistiques
| Saison    | Club            | Pays       | Championnat       | Coupes nationales | Coupes continentales |
| --------- | --------------- | ---------- | ----------------- | ----------------- | -------------------- |
| 2010-2011 | Heracles Almelo | Eredivisie | 12 matchs         | 1 match           | -                    |
| 2011-2012 | Heracles Almelo | Eredivisie | 31 matchs / 1 but | 6 matchs          | -                    |
| 2012-2013 | Heracles Almelo | Eredivisie | 32 matchs         | 3 matchs          | -                    |
| 2013-2014 | Heracles Almelo | Eredivisie | 28 matchs / 1 but | 3 matchs          | -                    |
| 2014-2015 | PEC Zwolle      | Eredivisie | -                 | 1 match           | -                    |

Dernière mise à jour le 7 août 2014